# Liste der Bodendenkmale in Geringswalde
In der Liste der Bodendenkmale in Geringswalde sind die Bodendenkmale der Stadt Geringswalde und ihrer Ortsteile nach dem Stand der Auflistung von Volkmar Geupel aus dem Jahr 1983 aufgelistet. Eventuelle Änderungen und Ergänzungen, insbesondere aus der Zeit nach der Wende, sind nicht berücksichtigt, da für Sachsen aktuell keine neueren allgemein zugänglichen Bodendenkmallisten vorliegen. Die Baudenkmale sind in der Liste der Kulturdenkmale in Geringswalde aufgeführt.
| Denkmal-ID | Fundart            | Ortsteil     | Bezeichnung                                  | Zeitstellung | Lage                                                                          | Bemerkungen | Bild |
| ---------- | ------------------ | ------------ | -------------------------------------------- | ------------ | ----------------------------------------------------------------------------- | --- | ---- |
| ?          | Befestigung > Burg | Geringswalde | Wehranlage „Altes Schloss“, „Hauskellerberg“ | Mittelalter  | westnordwestlich des Orts auf einem Bergsporn in einer Schleife des Auenbachs | Höhenburg in Spornlage, drei durch Gräben getrennte Burgkerne, Ruinensubstanz im westlichen Burgkern, Schutz seit 31. März 1959 |      |